# Oracle del turó de Ptòon
L'oracle del turó de Ptòon era un oracle situat a la vora de la ciutat d'Acrefias, en territori de Tebes.

## Història
La tradició afirmava que Tèner, fill d'Apol·lo i de la nimfa Mèlia, va ser el primer endeví que es va instal·lar en aquell lloc, segons explica Estrabó. Píndar parla també d'aquest oracle.
Quan Mardoni va enviar el cari Mis a consultar l'oracle durant les Guerres mèdiques, l'oracle, que normalment donava els seus vaticinis en llengua eòlica, li va respondre en llengua cària, de manera que els tebans que l'acompanyaven no van entendre la resposta i no la van poder escriure, i Mis va haver d'escriure-la ell mateix, segons explica Heròdot.
Els tebans també el van consultar abans de la batalla de Leuctra, segons diu Pausànias. Va ser destruït per Alexandre el Gran quan va assolar tot el territori tebà l'any 336 aC. En temps de Plutarc tot el districte estava abandonat.